# کازوئو کوماتسوبارا
کازوئو کوماتسوبارا (انگلیسی: Kazuo Komatsubara; ۲۴ دسامبر ۱۹۴۳ – ۲۴ مارس ۲۰۰۰) پویانما اهل ژاپن بود.